# 14. april
14. april er dag 104 i året i den gregorianske kalender (dag 105 i skudår). Der er 261 dage tilbage af året.
Tiburtius dag. Dagen er opkaldt efter den hellige Tiburtius, der blev omvendt til kristendommen, da han i et syn så sin bror Valerius blive kronet af en engel. Begge brødre led martyrdøden ved halshugning midt i det 3. årh., og blev gravlagt af Valerious' hustru Cecilia.

### Begivenheder
Født - Dødsfald
- 1471 - Under Rosekrigene i England besejrer huset Yorks styrker de hidtil magtfulde Lancasters styrker, og Edvard 4. genindsættes som konge.
- 1784 - Den 16-årige kronprins Frederik (senere Frederik 6.) gennemfører statskuppet 14. april 1784. Herunder sættes Johann Friedrich Struensees banemænd, Ove Høegh-Guldberg, arveprins Frederik og enkedronning Juliane Maria uden for politisk indflydelse.
- 1828 - Noah Webster, en amerikanske leksikograf, udsender An American Dictionary of the English Language.
- 1849 - I Budapest erklærer Landdagen Ungarn for en selvstændig republik, og Lajos Kossuth udråbes som præsident.
- 1865 - USA's præsident Abraham Lincoln bliver skudt i Ford's Theater i Washington D.C. og dør dagen efter.
- 1868 - De to fremsynede forretningsfolk Emil Vett og Theodor Wessel åbner en forretning i Vestergade i Århus, der med tiden bliver til stormagasinet Magasin du Nord.
- 1894 - Den første levende film vises i New York.
- 1900 - I Paris stiftes Union Cycliste Internationale (UCI) med tilslutning fra 96 nationale cykelorganisationer.
- 1904 - Den første rullende trappe demonstreres på Verdensudstillingen i Paris.
- 1912 - I Nordatlanten støder det synkefri passagerskib Titanic kort før midnat mod et isbjerg 600 km sydøst for Newfoundland.
- 1927 - Den første Volvo-bil præsenteres i Göteborg.
- 1929 - Det første Monaco Grand prix billøb afholdes, og der køres 76 omgange i byens snævre gader.
- 1931 - Kong Alfons 13. af Spanien abdicerer, og landet omdannes til en republik. Kongedømmet genetableres i 1975, hvor Alfonsos sønnesøn Juan Carlos bliver Spaniens næste konge.
- 1945 - I Tokyo bombes det kejserlige palads af amerikanske fly.
- 1966 - I Polen meddeler landets kommunistiske styre, at pave Paul 6.s tilstedeværelse er uønsket under højtideligholdelsen af den polske kirkes 1000 års jubilæum.
- 1986 - I Gopalganj-distriktet i Bangladesh falder der under et haglvejr hagl på op til eet kilogram. Det er de største hagl, man har kendskab til. Haglvejret koster 92 mennesker livet.
- 1987 - Tyrkiet indleverer ansøgning om optagelse i EF.
- 1988 - Sovjetunionen, Afghanistan, USA og Pakistan underskriver en aftale om, at de sovjetiske styrker i Afghanistan skal trækkes ud af landet. Et år efter underskrivelsen, den 15. februar 1989, forlader den sidste sovjetiske soldat Afghanistan.
- 2000 - Lars Ulrich fra Metallica indgiver anmeldelse mod Napster og giver dermed startskuddet til bevægelsen mod fildelingsprogrammer.
- 2001 - Tre deltagere i reality-tv-programmet Big Brother på TvDanmark begår om natten "mytteri" mod programmet og forlader det hus, hvor de var indespærret, overvåget af 126 kameraer.
- 2003 - I Irak rykker amerikanske og britiske tropper under spredt modstand ind i Saddam Husseins fødeby og tidligere magtbase Tikrit, hvorefter alle Iraks større byer er nu under den USA-ledede alliances "kontrol".
- 2011 - Kronprins Frederik og Kronprinsesse Mary´s tvillinger døbes.

### Født
- 1578 - Filip 3., spansk konge (død 1621).
- 1603 - Sivert Knudsen Urne, dansk rigsråd og officer (død 1661).
- 1629 - Christiaan Huygens, nederlandsk fysiker (død 1695).
- 1868 - Peter Behrens, tysk arkitekt og kunsthåndværker (død 1940).
- 1904 - John Gielgud, engelsk skuespiller (død 2000).
- 1906 - Elga Olga Svendsen, dansk skuespillerinde (død 1992).
- 1907 - François Duvalier, diktator i Haiti (død 1971).
- 1921 - Thomas Schelling, amerikansk økonom og modtager af Nobelprisen i økonomi (død 2016).
- 1925 - Rod Steiger, amerikansk skuespiller (død 2002).
- 1929 - Gerry Anderson, engelsk producer (død 2012).
- 1932 - Loretta Lynn, amerikansk countrysanger (død 2022).
- 1935 - Erich von Däniken, schweizisk forfatter.
- 1936 - Birgit Zinn, dansk skuespillerinde.
- 1936 - Kenneth Mars, amerikansk skuespiller (død 2011).
- 1937 - Ida From, dansk tekstforfatter, komponist (død 2019).
- 1937 - Preben Major Sørensen, dansk forfatter.
- 1941 - Julie Christie, britisk filmskuespiller.
- 1945 - Richie Blackmore, britisk guitarist i Deep Purple.
- 1946 - Jens Jefsen, dansk bassist.
- 1951 - Guido Paevatalu, dansk operasanger.
- 1951 - Jytte Pilloni, dansk sangerinde og skuespiller (død 1997).
- 1973 - Adrien Brody, amerikansk skuespiller
- 1975 - Thomas Velin, dansk springrytter.
- 1977 - Sarah Michelle Gellar, amerikansk skuespillerinde.
- 1977 - Marie Schjeldal, dansk skuespillerinde.

### Dødsfald
- 1685 - Thomas Otway, engelsk dramatiker (født 1652).
- 1759 - Georg Friedrich Händel, tysk-engelsk komponist (født 1685).
- 1916 - Gina Krog,  norsk politiker og kvindesagsaktivist (født 1847).
- 1917 - L.L. Zamenhof, polsk øjenlæge og skaber af esperanto (født 1859).
- 1925 - John Singer Sargent, amerikansk-engelsk maler (født 1856).
- 1950 - Ramana Maharshi, indisk mystiker (født 1879).
- 1964 - Rachel Carson, amerikansk zoolog (født 1907).
- 1986 - Simone de Beauvoir, fransk forfatter og kvindesagsforkæmper (født 1908)
- 1995 - Burl Ives, amerikansk skuespiller og folkesanger (født 1909).
- 1999 - Ellen Corby, amerikansk skuespillerinde (født 1911).
- 2008 - Ollie Johnston, amerikansk animator (født 1912).
- 2009 - Maurice Druon, fransk forfatter (født 1918).
- 2010 - Stefan Schmitt, tysk politiker (født 1963).
- 2010 - Peter Steele, amerikansk musiker (født 1962).
- 2012 - Piermario Morosini, italiensk fodboldspiller (født 1986).
- 2015 - Percy Sledge, amerikansk sanger (født 1940).
- 2023 - Bengt Burg, dansk radio- og tv-vært (født 1945).

|  | Denne datoartikel kan blive bedre, hvis der indsættes et (bedre) billede Du kan hjælpe ved at afsøge Wikimedia Commons for et passende billede eller uploade et godt billede til Wikimedia Commons iht. de tilladte licenser og indsætte det i artiklen. |